# 2020年維也納襲擊事件
2020年11月2日，維也納發生恐怖攻擊事件。在這場恐怖襲擊中，共有4人喪生，另有23人受傷，其中一些傷勢嚴重。當地時間晚上8點左右，警方接獲報案，指稱在維也納市中心的塞滕施滕街 (Seitenstettengasse) 發生槍擊事件。該地區被稱為「百慕達三角」（Bermudadreieck），是當地熱鬧的酒吧和餐廳區域。  
襲擊者被認為是單獨行動，身份為20歲的庫伊提姆·費祖萊（Kujtim Fejzulai），他在奧地利出生，父母則來自北馬其頓的阿爾巴尼亞族群。該名襲擊者最終被警方擊斃。他是恐怖組織「伊斯蘭國」（IS）的支持者，因此調查人員將此事件認定為伊斯蘭極端主義恐怖攻擊。最初，警方曾懷疑可能有多名襲擊者參與。